# Gabriele Muschter
Gabriele Muschter (* 6. Oktober 1946 in Oranienbaum; † 10. September 2023 in Cottbus) war eine deutsche Kunstwissenschaftlerin, Publizistin und Kuratorin. Ihr Arbeitsschwerpunkt war insbesondere ostdeutsche Kunst nach dem Zweiten Weltkrieg.

## Biografie
Muschter studierte von 1974 bis 1979 Kunstwissenschaft/Ästhetik an der Humboldt-Universität zu Berlin. Seit früher Jugend beschäftigte sie sich mit bildender Kunst über zugängliche Literatur, Ausstellungen und Kataloge. Nach dem Abitur absolvierte sie ein Volontariat als Kulturredakteurin und gab von 1970 bis 1974 die „Mitteilungen“ des Verbandes Bildender Künstler der DDR (eine interne Informationszeitschrift) heraus, die sechsmal pro Jahr erschien.
Nach abgeschlossenem Studium übernahm sie 1979 die Leitung der in den 1980er Jahren bestehenden Galerie Mitte in Dresden. Von 1984 bis 1987 hatte sie eine Aspirantur an der Humboldt-Universität zum Thema Fotografie der 70er/80er Jahre in der DDR.
Ab 1987 übte Muschter eine freiberufliche Tätigkeit als Kunsthistorikerin/Kunstvermittlerin aus. Von Mai bis Oktober 1990 war sie Staatssekretärin im Ministerium für Kultur der DDR (erste demokratisch gewählte und zugleich letzte DDR-Regierung). Ab 1990 beschäftigte sie sich mit Kulturberatung für Bundes- und Landesbehörden sowie Unternehmen wie Philip Morris, AEG, Ostdeutscher Sparkassen- und Giroverband, Gaedeke Group, Procter&Gamble.
Muschter war von 1990 bis 2010 Vorstand der Stiftung Neue Kultur und Vorsitzende des Stiftungsrates der Kulturstiftung Haus Europa. (KHS), ab 2010 war sie Vorstand der KHS. Außerdem war sie von 1994 bis 1998 Mitglied der Geschäftsleitung der KulturBrauerei. 2001 beteiligte sie sich an der Gründung der Firma VISTA – Kultur, Beratung, Vermittlung und wirkte von 1998 bis 2002 als Partner für Berlin, Leiterin Bereich Mittel- und Osteuropa. Sie wirkte von 2002 bis 2006 an der Beratung des Koordinators des Regierenden Bürgermeisters für Mittel- und Osteuropa und der Geschäftsführerin des MOE-Clubs. Ab 2006 war sie freiberuflich als Kunstwissenschaftlerin, Kuratorin, Autorin, Redakteurin und Lektorin tätig.
Sie verstarb am 10. September 2023 in Cottbus.

## Ausstellungen/Ereignisse
- Projektreihe Mauer im Kopf, Ideenwettbewerb, Diskussionen mit zwei Ausstellungen Mauer im Kopf und Dialog im Bodemuseum (1993 zusammen mit Klaus Biesenbach)[4]
- Gundula Schulze / Nan Goldin: Getrennte Welten / Separate Worlds, Katalog Kunst-Werke 1992 (zusammen mit Klaus Biesenbach)[4]
- Christo in Berlin (1993 im Marstall)
- Künstler träumen Berlin (1994 im Marstall)
- Westchor Ostportal (1994 zusammen mit Klaus Honef, Marstall Berlin, anschließend Kunsthalle Dresden und Rheinisches Landesmuseum Bonn)[5]
- Standard ist hart – neue Arbeiten von A.R.Penck (1995 Kunsthalle Dresden)
- Berliner Salon im Schauspielhaus (1991–1993 zusammen mit Barbara Barsch und Frank Schneider)[6]
- Gesprächsreihe Deutsche Lebensläufe (1998–2000), zusammen mit Barbara Barsch
- Ausstellung „Geschlossene Gesellschaft“ in der Berlinischen Galerie (2013), zusammen mit Ulrich Domröse, T.O. Immisch und Uwe Warnke[7]
- In einem anderen Land Film-Interviews mit über 50 Künstlern zum Thema: Transformationsprozesse an Beispielen zeitgenössischer bildender Kunst in Deutschland (2014–2016), zusammen mit Uwe Warnke[8]

### Einzel- und Gruppenausstellungen
Marina Abramovic, Jörg Immendorff, Olaf Metzel, Lutz Dammbeck, Strawalde, Horst Bartnig, Kurt Buchwald, Christo, Carlfriedrich Claus, Thomas Florschuetz, Michael Jastram, Manfred Paul, Eberhard Göschel, Moritz Götze, Helge Leiberg, A.R.Penck, Dieter Tucholke, Ulay, Claus Weidensdorfer, Eliaz Slonim, Marcus Lüpertz, Cornelia Schleime, Carsten Nicolai, Sabine Herrmann, Klaus Killisch, Annette Gundermann, Franz John, Elke Daemmrich, Gerhard Altenbourg, Sabina Grzimek

## Projekte/Konzepte

### Kunstkonzepte/Gutachten
für das Bundeskanzleramt – zur kulturellen Situation in den neuen Bundesländern (1990 zusammen mit Karin Thomas) für Stiftung NEUE KULTUR, KULTURBRAUEREI gGmbH, Kulturstiftung Haus Europa

### Kunst- und kulturpolitische Tagungen/Ereignisse
- Fremdsein in Deutschland (1992, Kunstauktion mit Peter Raue als Auktionator)
- Privatinitiative für Kultur (1992),
- Hiddenseer Gespräche – zur Situation der Kunstkritik (1994, Stiftung NEUE KULTUR)
- Reihe unternehmen kultur – kultur unternehmen (1997 und 1998, Kulturbrauerei)
- Wertewandel (2000/2001 Kulturbrauerei/Stiftung Neue Kultur)

### Bücher und Kataloge (Auswahl)
- Gabriele Muschter (Hrsg.) DDR-Frauen fotografieren, ex pose verlag, Berlin 1989, ISBN 978-3-925935-09-1.[9]
- Gabriele Muschter (Hrsg. zusammen mit Rüdiger Thomas) Jenseits der Staatskultur, Hanser Verlag, München 1992, ISBN 978-3-446-17059-9.
- Gabriele Muschter (Hrsg. zusammen mit Rupert Graf Strachwitz), Privatinitiative für Kultur, Maas-Verlag, Berlin 1992, ISBN 978-3-929010-07-7.
- Gabriele Muschter (Hrsg. Zusammen mit Barbara Barsch) Deutsche Lebensläufe – Gespräche zwischen Ost und West, Bostelmann & Siebenhaar Verlag, Berlin 2000, ISBN 978-3-934189-51-5.
- Gabriele Muschter (Hrsg. Zusammen mit Rupert Graf Strachwitz und Victoria Strachwitz) Keine besonderen Vorkommnisse?, Zeitzeugen berichten vom Mauerfall, Stapp Verlag, Berlin 2009, ISBN 978-3-87776-233-2.
- Gabriele Muschter (Hrsg. Zusammen mit Klaus Honeff) Westchor Ostportal 12 Positionen zeitgenössischer Kunst in Deutschland, Katalog zur Ausstellung in Berlin, Bonn und Dresden, Berlin 1995
- Arbeiten von Jörg Immendorf – A.R. Penck, Lutz Dammbeck – Olaf Metzel, Michael Morgner – Felix Droese, Pina/Via Lewandowsky – Michel Francois, Olaf Nicolai – Heribert Ottersbach, Thomas Florschuetz – Thomas Ruff, Stiftung NEUE KULTUR, Berlin 1994
- Gabriele Muschter, Gesichter und Gesichte – neue Arbeiten von Claus Weidensdorfer, Katalog zur Ausstellung in der Kulturbrauerei, Berlin und in Magdeburg 1996
- Album, Malerei von Eliaz Slonim, Tel Aviv, Katalog zur Ausstellung in der KulturBrauerei Berlin Dezember 2002 und im Dokumentationszentrum Prora 2003, Berlin Stiftung NEUE KULTUR 2002
- Gabriele Muschter (Hrsg. zusammen mit Rüdiger Thomas) Frauen in Deutschland, Bundeszentrale für politische Bildung, Bonn 2015
- Gabriele Muschter (Hrsg.), Klaus Werner: Für die Kunst, mit Beiträgen von Barbara Barsch, Eugen Blume, Julia Blume, Arend Oetker, Herbert Schirmer, Klaus Staeck, Barbara Steiner, Heidi Stecker, Klaus Werner und vielen Künstlern, König, Köln 2009, ISBN 978-3-86560-599-3.

### Veröffentlichungen in Anthologien/Kunstführern (Auswahl)
- Stationen eines Weges, Verlag Dirk Nishen, Berlin, 1988
- Niemandsland Zeitschrift zwischen den Kulturen, Verlag Dirk Nishen, Berlin – mehrere Beiträge 1987/88
- Kunst in der DDR, Kiepenheuer & Witsch, 1990
- Foto-Anschlag – vier Generationen ostdeutscher Fotografen, E.A.Seemann Verlag, Leipzig 2001

### Ehrenamtliche Tätigkeit in Gremien/Organisationen
- AICA (Internationaler Verband der Kunstkritiker) seit 1990
- Inter Nationales – Mitglied der Mitgliederversammlung und Beratungsgremium von 1991 bis 1998, Vorsitzende der Mitgliederversammlung 1995 bis 1998
- Institut für Auslandsbeziehungen – Beratungsausschuss 1991–1995
- Stiftung Neue Kultur – Vorstand, 1990–2010
- Kulturstiftung Haus Europa – Vorsitzende des Stiftungsrates seit 1991–2011, Vorstand seit 2012
- Stellvertretende Vorsitzende des Dokumentationszentrum Prora e.V. 2012–2014